# رود سن‌خواکین
۳۷°۴۳′۳۳″ شمالی ۱۱۹°۱۴′۳۷″ غربی / ۳۷٫۷۲۵۸۳°شمالی ۱۱۹٫۲۴۳۶۱°غربی

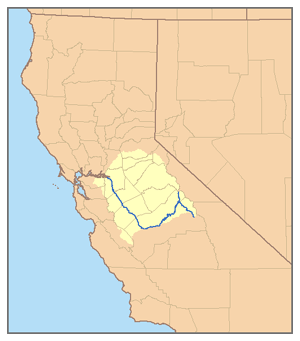
نقشهٔ رود سن ژاکوئین

رود سن‌خواکین با ۵۳۰ کیلومتر طول دومین رود بلند در ایالت کالیفرنیا در آمریکا می‌باشد. آب این رود برای آبیاری ۳٬۹۰۰ کیلومتر مربع از زمین‌های حاصلخیز در بخش شرقی مرکز دره سن‌خواکین جایی که ۲۰۰ نوع کالای متنوع از پرتقال تا کتان تولید می‌شود استفاده می‌شود.